# 阿卜杜勒 (內布拉斯加州)
阿卜杜勒（英語：Abdal）是位於美國內布拉斯加州納科爾斯縣的鬼鎮。

## 歷史
阿卜杜勒的郵局於1893年設立，其後於1902年停運。

## 地理
阿卜杜勒所處的海拔為高於海平面547米（即1795英呎），而該地所採用的時區為UTC-6，即北美中部时区（CST）。同時該地設有夏令時間，為UTC-6調快一小時，即UTC-5（CDT）。